# Dek mai - Girl from Nowhere
Girl from Nowhere (Thai: เด็กใหม่; RTGS: Dek Mai; lett. New Girl) è una serie televisiva antologica di thriller e misteri thailandesi creata dallo studio SOUR Bangkok e con l'attrice Chicha Amatayakul nel ruolo principale.
La prima stagione è uscita l'8 agosto 2018 su GMM 25, mentre una seconda stagione è uscita a livello globale su Netflix il 7 maggio 2021, portandola alla fama internazionale. È stato il programma di Netflix più visto in Thailandia, Vietnam e Filippine, e ha raggiunto una posizione tra le prime dieci in classifica in molti paesi di tutto il mondo (come, per esempio, il Brasile). La serie è stata acclamata dalla critica per l'uso di narrazioni non convenzionali e affronta la moderna società delle scuole superiori.

## Trama
La trama ruota attorno a Nanno, una ragazza enigmatica che si trasferisce in diverse scuole private in Thailandia ed espone le storie di bugie, segreti e ipocrisia di studenti e docenti. Nanno a volte mente per provocare gli altri. Si rivela essere un'entità immortale, che punisce i trasgressori per i loro crimini e misfatti. Nella seconda stagione, Nanno incontra la sua compagna nel ritrovato rivale Yuri, che ha un'ideologia diversa e più incentrata sulla vendetta e vuole assumere i doveri di Nanno.

## Personaggi e interpreti
- Nanno, interpretata da Chicha Amatayakul "Kitty". Una ragazza dai poteri misteriosi e dalle origini enigmatiche. Nanno funge sia da guida che da punitrice per gli umani che nascondono segreti o vogliono qualcosa senza pensare alle conseguenze. Non si sa molto di lei se non che è un'adolescente eterna. Nanno si rivela essere un'entità immortale che ha il potere di esporre le menzogne e i misfatti di ogni facoltà in ogni momento. Nanno non è né buona né cattiva nella sua crociata poiché sembra punire tutti allo stesso modo. Nanno preferisce prendersi il suo tempo e pianificare le punizioni appropriate per i carnefici e i trasgressori prima di terminare i suoi giochi. L'abbigliamento di Nanno consiste nel suo caschetto con frangia, uniforme scolastica femminile e risatina malvagia quasi disumana. Viene spesso associata a Tomie che è stata accreditata come ispirazione per il ruolo dall’attrice stessa.
- Yuri, interpretata da Chanya McClory. La rivale di Nanno. Nell'episodio quattro della seconda stagione, Yuri era in origine una vittima che Nanno ha tentato di aiutare dopo essere stata maltrattata da due ragazze ricche che hanno ricattato gli studenti, tra cui Yuri, con filmati di studentesse violentate. Tuttavia, viene rivelato che Yuri aveva già pianificato la vendetta sulle ragazze dal suo assalto. Il piano di Yuri si ritorce contro quando gli uomini che ha assunto per assalire le ragazze uccidono anche Yuri, annegandola nella vasca in cui è stata messa Nanno sanguinante. Il sangue di Nanno ha rianimato Yuri, dandole gli stessi poteri e l'immortalità di lei. Tuttavia, a differenza di Nanno, Yuri preferisce la vendetta uccidendo le sue vittime o scatenando il caos invece di insegnare loro una lezione. Yuri sembra essere molto manipolatrice e sembra non avere rimorsi per nessuna delle sue azioni. Analogamente a Nanno, l'abito di Yuri è una tradizionale uniforme scolastica femminile, con i capelli legati in una coda di cavallo con un caratteristico nastro rosso.
- Tor, interpretato da Anuchyd Sapanphong "Oh".
- Coach di basket, interpretato da Komgrit Triwimol "S".
- Dino, interpretato da Nutthasit Kotimanuswanich "Best"
- Am, interpretata da Claudia Chakrabandhu.
- Mew, interpretata da Chonnikan Netjui "Meiko".
- Hok, interpretato da Poompat Iam-samang "Up".
- Taew, interpretata da Thitinan Klangpet "Oil".
- Neung, interpretato da Nutchapan Paramacharenroj "Pepo".
- Haimai, interpretata da Naerunchara Lertprasert "Neko".
- Baem, interpretata da Morakot Liu.

## Episodi
| Stagione         | Episodi | Prima TV      |
| ---------------- | ------- | ------------- |
| Prima stagione   | 13      | 8 agosto 2018 |
| Seconda stagione | 8       | 7 maggio 2021 |

## Ideazione e sviluppo
Le trame negli episodi sono ispirate a veri e propri notiziari in cui le studentesse sono state vittime, ma con l'intento di mostrare come le vittime alla fine diventeranno vincitrici. Ad esempio, "Minnie e i quattro corpi" si basava su un incidente in cui uno studente si era imbattuto in un furgone dell'università uccidendo nove persone e aveva evitato le conseguenze a causa dei ricchi legami della sua famiglia. 
L'episodio 5 si basa anche su un incidente in cui un senior punisce un junior per non aver seguito le regole del nonnismo, risultando in un omicidio . 
L'attrice protagonista Amatayakul ha usato " Tomie ", un manga horror giapponese con una donna simile a una succube, come riferimento per la serie. 
Giorni prima del provino per il ruolo di Yuri, Chanya McClory aveva appena iniziato a riprendersi per essersi operata per la rimozione di un tumore al cervello . La sua determinazione a ottenere il ruolo ha conquistato la troupe del casting e l'ha ispirata a potenziare il suo personaggio. 

## Uscita
La prima stagione di Girl From Nowhere ha debuttato su GMM 25 l'8 agosto 2018 ed è uscito anche su Netflix il 31 ottobre 2018. 
La stagione 2 (composta da 8 episodi) è uscita il 7 maggio 2021 su Netflix, anticipata da un trailer il 19 aprile 2021.
. 